# Kara-Khitan
Kara-Khitan eller Qara-Khitan eller Västra Liaodynastin (西辽) var ett khitanskt rike som varade 1124 till 1218. Efter att Liaodynastin fallit efter erövringen från Songdynastin och Jindynastin flydde khitanerna under ledning av Yelü Dashi (kejsar Dezong) väster ut till Turkestan och bildade Västra Liandynastin / Kara-Khitan Huvudstaden sattes upp i Balasagun i dagens Kirgizistan. Från 1211 styrdes Kara-Khitan av Naimanerna. Riket erövrades 1218 av mongolerna.